# ملكة جمال العراق
مسابقة ملكة جمال العراق هي مسابقة سنوية لجمال الفتيات غير المتزوجات. تجري سنوياً منذ عام 1947 في العراق، يرأس اللجنة ويشرف على المسابقة لجنة من وزارة الثقافة.
تم إلغاء المسابقة من 1973 إلى 2014 بسبب الحروب والصراعات السياسية التي مر بها العراق.
مسابقة ملكة جمال العراق هي من مسابقات الجمال الوطنية القليلة التي تقدم جوائز تفوق المليون دولار أمريكي للفائزين بها. وحاملة اللقب تتنافس أيضاً في المسابقات العالمية مثل ملكة جمال العالم وملكة جمال الكون وملكة جمال الأرض.

## التاريخ

### 1930 - 1948: تنظيم المسابقة لأول مرة

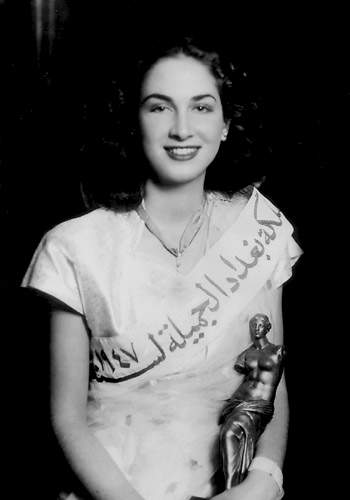
رينيه دنكور ملكة جمال العراق في عام 1947

في منتصف الثلاثينات قام استوديو ارشاك للتصوير بعرض صور النساء الجميلات اللواتي كن يلتقطن صورهن في الاستوديو بأختيار أجمل فتاة أو سيدة ويتم نشر صورتها بحجم كبير وتلقب حاملة الصور بـ”ملكة جمال بغداد”، نالت الفكرة إعجاب الجماهير وزاد الاقبال على استوديو ارشاك حيث يتنافسن الفاتنات متمنين بأن يتم اختيار صورهن، وفي العام 1934 تم تنظيم أول مسابقة جمال في نادي العلوية برعاية أستوديو ارشاك وفازت باللقب مرفت الشيشاني. ولكن المسابقة لم تكن رسمية.

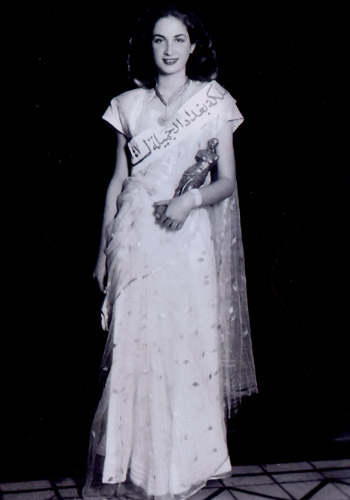
رينيه دنكور ملكة جمال العراق في عام 1947

يعود تاريخ تنظيم أول مسابقة رسمية إلى عام 1947 حيث تم تتويج أول ملكة جمال للمملكة العراقية في تاريخ 31 ديسمبر 1946، ولكن تحمل الملكة لقب العام المقبل والذي يبدأ في شهر يناير، وأصبحت بذلك «رينيه دنكور» أول ملكة جمال المملكة العراقية للعام 1947، وتم تنظيم الحفل الأول في نادي الطيران العراقي وكان منظم الحفل زوج السيدة دنكور والذي كان يملك أمتياز من شركة كوكاكولا لتعليب المشروب الغازي في العراق، وأستمر تنظيم المباراة في شهر ديسمبر حتى العام 1957.

### 1950 - 1960: تغيير شروط المسابقة وثورة 14 تموز

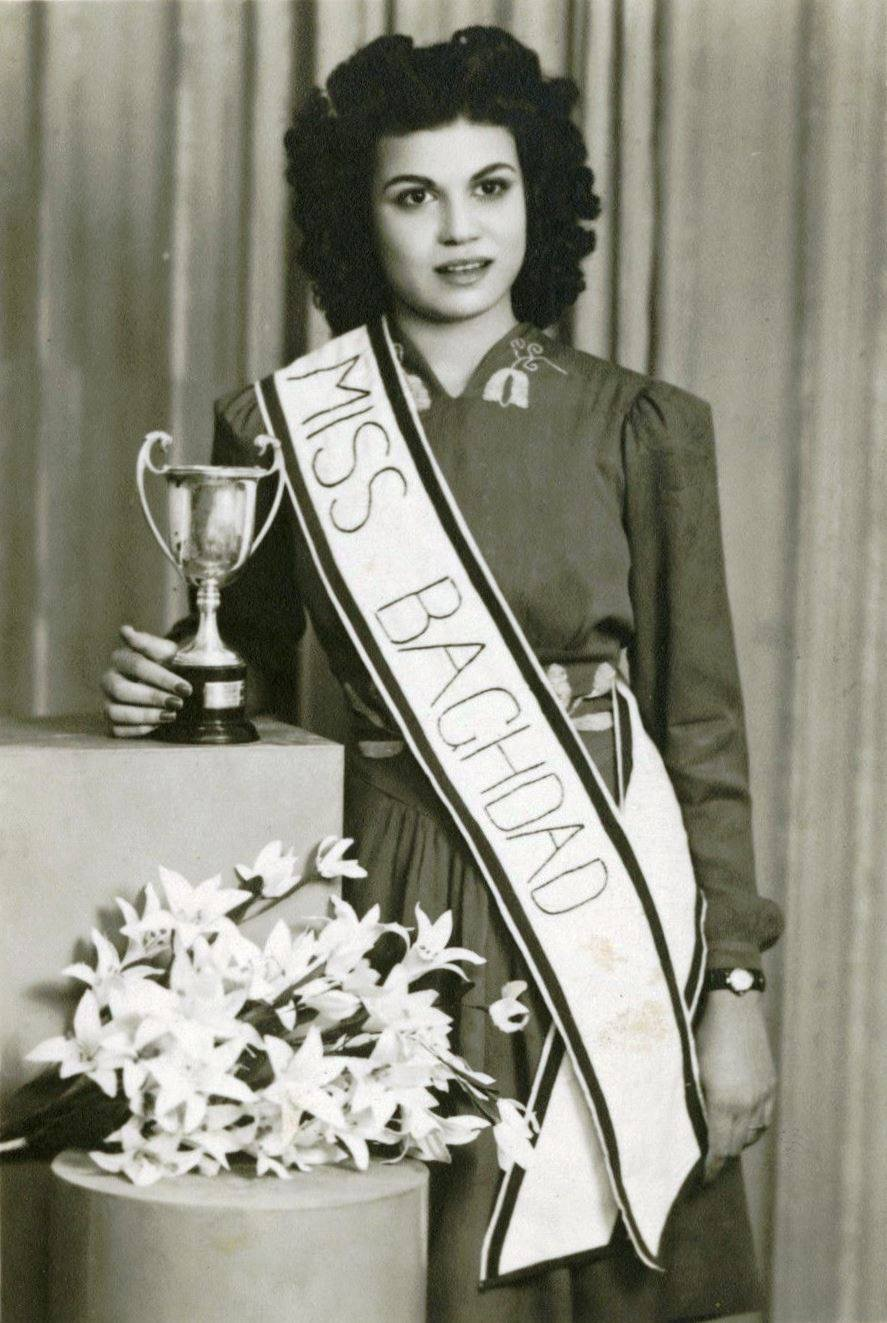
ملكة جمال بغداد كرجية قحطان في عام 1960

في عام 1950 تولت وزارة السياحة تنظيم حفل إنتخاب ملكة جمال المملكة العراقية وذلك عند هجرة منظم الحفل الأصلي نعيم دنكور إلى بريطانيا مع زوجته. جرت العادة في السابق بقبول ترشيح السيدات المتزوجات في حال تستوفي شروط السن، ولكن في العام 1957 تم تغيير معايير القبول بأستثناء المتزوجات والسماح فقط للفتيات الغير متزوجات فيما بقيت شروط السن للفتيات ما بين السن 17- إلى 24 عاماً، وكان العام 1957 رائداً في تقديم الجوائز حيث حصلت حاملة اللقب على منحة دراسية إلى بريطانيا وتدخل المنحة حيز التنفيذ عندما تتوج الملكة خليفتها في العام المقبل.
وعند قيام ثورة 14 تموز عام 1958 تم تأجيل المسابقة التي جرت العادة تنظيمها في شهر كانون الأول استعداداً لاحتفالات رأس السنة الميلادية إلى شهر تموز من العام 1959 وتم تغيير اللقب من ملكة جمال المملكة العراقية إلى ملكة جمال العراق وتحمل الملكة الجديدة لقب نفس السنة التي يتم تتويجها فيها.

### 1960 - 1979: أول مشاركة دولية للعراق

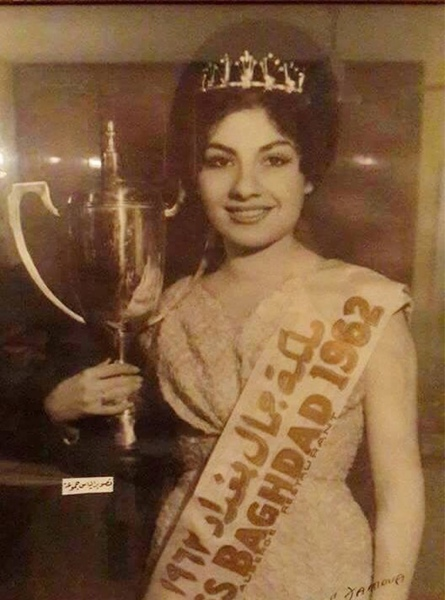
ملكة جمال بغداد خلود محمد صالح في عام 1962

في العام 1963 تولت هيئة السياحة تنظيم المباراة، ولأول مرة ارتدن المتباريات ملابس البحر في الحفل الشبه نهائي والذي يجري قبل أربعة أيام من الحفل النهائي، وكانت هذه آخر سنة يتم تقديم المنحة الدراسية للفائزة من ضمن الجوائز التي تحصل عليها الملكة، إنحصرت وظيفة ملكة الجمال إلى حضور الأحتفالات والكرنفالات الرسمية مثل أعياد الربيع وعيد الشجرة والمرأة وغيرها.
في السنوات الماضية كانت توضع علامات لجنة التحكيم على الشكل واللياقة البدنية فيما يخص إرتداء المتنافسات ملابس البحر والشخصية ايضاً بالإضافة إلى فساتين السهرة ومن ثم يتم الإعلان على الوصيفات الاربع والفائزة بلقب ملكة الجمال بالإضافة إلى إن في بعض الاعوام يتم تتويج ملكات جمال ألاقاليم مثل ملكة جمال الشمال وملكة جمال الجنوب وملكة جمال بغداد وملكة جمال البصرة وملكة جمال نينوى وملكة جمال بابل.

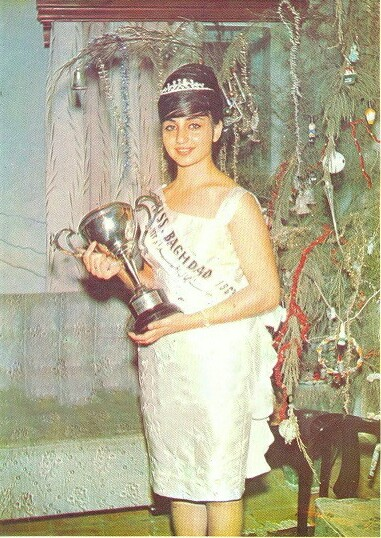
سميرة زيدان ملكة جمال بغداد في عام 1963

في الأعوام 1970 إلى 1973 تم حذف ارتداء ملابس البحر من المباراة، حتى ولو كان ذلك يقتصر على أرتداء المتنافسات ملابس البحر في الحفل القبل النهائي أمام لجنة الحكم فقط وليس على المسرح، وذلك بسبب تصاعد الأصوات نحو العالم ضد مسابقات الجمال من قبل منظمات حقوق المرأة، أصبحت مباراة ملكة جمال العراق جزء من الثقافة العراقية وكان المجتمع ينظر إلى حاملة اللقب بأنها أميرة المجتمع أو ممثلة ويعاملها من مشاهير المجتمع العراقي.
في عام 1971، دعا محافظ الموصل السابق علاء الدين بكري ملكة جمال الكون 1971 جورجينا رزق إلى الموصل لمسابقة ملكة جمال بغداد التي فازت بها ناسيك شالي. وبعد ذلك بعام، أنشأ السيد بكري «ملكة جمال العراق الدولية» للمشاركة في المسابقات العالمية حيث شاركت حاملة اللقب في العام 1972 الأنسة وجدان برهان سليمان في مسابقة ملكة جمال الكون ومثلت العراق في المسابقة العالمية في بورتوريكو. في العام 1974 تم إعادة ارتداء ملابس البحر من قبل المتنافسات في المسابقة.

### 1980 - 1999: إلغاء المسابقة بسبب الأوضاع السياسية
بدأت الثمانينات بالحرب العراقية الإيرانية وكانت المسابقات تنظم بشكل محدود ولديها جمهورها حيث أن الجمهور الاصلي ومتابعين هذه المسابقات كادوا ينحصرون على الفئة البرجوازية في المجتمع التي لم تابه إلى حالة الحرب التي كان يعيشها العراق، وفي العام 1988 تم إلغاء هيئة السياحة الوطنية وتم بيع حقوق تنظيم ملكة جمال العراق إلى القطاع الخاص، ويعتبر عقد الثمانينات والتسعينات من أصعب الفترات في تاريخ مسابقة الجمال من حيث الجمهور، حيث إنحصرت المسابقة على نخبة معينة من المجتمع وكاد لا يذكر أي شيء في الاعلام العراقي عن ملكة الجمال.

### 2000 - 2014: مرحلة الانقطاع والمسابقات الغير رسمية
مرت هذه المسابقة بمرحلة انقطاع طويلة بسبب الحروب والصراعات السياسية وظلت المسابقة بدون جهة محددة تشرف عليها وتنظمها وتركت للنوادي الاجتماعية العريقة وكانت على الصعيد المحلي وغير معترف بها دولياً، نظمت عام 2006 مسابقة ملكة جمال فازت فيها تمارا جورجينا وبعد أربعة أيام أضطرت للسفر خارج العراق بعدما تلقت تهديدات بالقتل من قبل جماعات متطرفة وصفتها بأنها ملكة الكفار، وبعد إنسحابها حصلت الوصيفة الرابعة سيلفا شاهاكيان على اللقب.
وبعد ذلك بدأت تنتعش مسابقات ملكات الجمال في نادي الصيد العراقي، حيث فازت ياسمين كنعان بلقب ملكة جمال بغداد 2009  وفي عام 2013 فازت هند فاضل باللقب وفي عام 2014 أقيمت مسابقتين فازت هالة سلام عباس في المسابقة الأولى وفازت ورود العزاوي في المسابقة الثانية وفازت تارة فارس كوصيفة أولى.

### 2015 - الحاضر: رجوع المسابقة رسمياً بعد مرور 43 سنة
في عام 2015 بعد مرور 43 سنة فازت شيماء قاسم بلقب ملكة جمال العراق 2015 في منافسة شاركت فيها تسع متسابقات بعد تصفيات امتدت عدة أشهر.
حدثت المسابقة في فندق عشتار بوسط بغداد، برعاية «مؤسسة المدى للإعلام والثقافة والفنون» وحضرها سفراء دول عربية وأجنبية وممثلون عن الحكومة ووزارة الثقافة العراقية وشخصيات ثقافية، ذكر أن المسابقة رسمية ومعترف بنتيجتها دولياً.
كان المقرر أن تجري المسابقة في أول أكتوبر 2015، لكن منظميها واجهوا غضباً من زعماء دينيين وزعماء قبائل، ممن لخصوا آراءهم بأنها «تهدد الأخلاق العامة» فانسحبت مرشحتان بعد تلقيهما تهديدات بالقتل، وبعد إجراء حفل الختام يوم السبت إنتهت المسابقة بفوز شيماء قاسم كملكة جمال. أما الوصيفات، فأختارت لجنة التحكيم المكونة من 7 أشخاص، المتسابقة فرح الحداد كوصيفة أولى وسوزان السليماني كوصيفة ثانية التي مثلت العراق في مسابقة ملكة جمال الأرض 2016.
في 25 مايو 2017 فازت فيان السليماني بلقب ملكة جمال العراق 2017 خلال الحفل الذي أقيم في بغداد تم تنضيمه بواسطة مؤسسة ناليا الإعلامية وبرعاية قناة أن آر تي شاركت بالمسابقة 15 فتاة من مختلف محافظات العراق
في 3 أغسطس 2017 تم سحب لقب ملكة جمال العراق من فيان السليماني بسبب مخالفتها قوانين المسابقة حيث كانت متزوجة من شخص يدعى طالب عزيز يحمل الجنسية الأيرلندية. حيث أنتشرت على مواقع التواصل الإجتماعي صورة لهوية الأحوال الشخصية الخاصة بها ومكتوب على الحالة أنها متزوجة بينما أثناء التسجيل أحضرت جوازها حيث لم يكن مذكوراً كونها متزوجة. بينما أخبرت فيان أثناء التسجيل بأنها كانت مرتبطة بخطوبة تم فسخُها ولكن في الحقيقة كانت مرتبطة بعلاقة زواج وهي الآن مُنفصلة أو مطلقة. وفي هذه الحالة فيان قد خالفت قواعد المنظمات الدولية التي تحظى منظمة ملكة جمال العراق برخص منها، فتم سحب اللقب منها.
في 1 نوفمبر 2017 تم تتويج سارة عيدان في حفل عقد في مقر منظمة ملكة جمال العراق في القادسية ببغداد. وقد تم اختيارها بالتشاور مع منظمة ملكة جمال الكون وتم تتويج سارة من قبل ملكة جمال العراق لعام 2015 شيماء قاسم، بعد تجريد فيان السليماني من اللقب بسبب مخالفتها لقواعد المسابقة، وسارة عيدان مثلت العراق في مسابقة ملكة جمال الكون 2017 التي أقيمت في الولايات المتحدة.
في 16 ديسمبر 2017 توجت إدارة مهرجان السياحة العربية في مصر، فرح الحداد (الوصيفة الأولى لملكة جمال العراق لعام 2015) بلقب «ملكة جمال الشرق الأوسط وبلاد الشام» لعام 2018.
في 2019 شاركت شنيار أحمد علي المعروفة بأسم يارجان في مسابقة ملكة جمال آسيا ومثلت العراق ووصلت إلى التوب 11 وفازت بجائزة أختيار الجمهور.
في 2019 شاركت هند كامل الحجامي بمسابقة ملكة الجمال العالمية التي حدثت في المكسيك في يناير 2020 ومثلت العراق ولكنها لم تفز، وكانت هذه المشاركة الأولى للعراق في هذه المسابقة.
في 29 يوليو 2021 فازت ماريا فرهاد بلقب ملكة جمال العراق 2021 خلال حفل التتويج الذي أقيم في أربيل، وشاركن في المسابقة 17 فتاة من مختلف محافظات العراق.

## الفائزات
| السنة | ملكة جمال العراق   | المحافظة   |
| 1947  | رينيه دنكور        | بغداد      |
| 1962  | خلود صالح          | بغداد      |
| 1963  | سميرة زيدان        | بغداد      |
| 1971  | ناسيك شالي         | السليمانية |
| 1972  | وجدان برهان سليمان | بغداد      |
| 2006  | سيلفا شاهاكيان     | بغداد      |
| 2015  | شيماء قاسم         | كركوك      |
| 2017  | سارة عيدان         | بغداد      |
| 2021  | ماريا فرهاد        | نينوى      |
| 2022  | بلسم حسين          | بغداد      |

## المشاركات العراقية في المسابقات الدولية
| السنة | المسابقة                              | المتسابقة               | النتيجة |
| 1972  | ملكة جمال الكون                       | وجدان برهان             | رُشِّح     |
| 2005  | ملكة جمال آسيا                        | ياسمين حناني            | رُشِّح     |
| 2006  | ملكة جمال العرب                       | كلوديا حنا              | فوز     |
| 2010  | ملكة جمال سوبر ناشونال                | ساندرا أنير أجاب        | رُشِّح     |
| 2014  | ملكة جمال القارات                     | كلوديا خلف              | رُشِّح     |
| 2016  | ملكة جمال الدولية الكبرى              | كلوديا خلف              | رُشِّح     |
| 2016  | ملكة جمال الأرض                       | سوزان السليماني         | رُشِّح     |
| 2016  | ملكة جمال آسيا والمحيط الهادئ الدولية | فرح الحداد              | رُشِّح     |
| 2017  | ملكة جمال الكون                       | سارة عيدان              | رُشِّح     |
| 2018  | ملكة جمال الشرق الأوسط وبلاد الشام    | فرح الحداد              | فوز     |
| 2019  | ملكة جمال آسيا                        | شنيار أحمد علي (يارجان) | رُشِّح     |
| 2019  | ملكة جمال العالمية                    | هند كامل                | رُشِّح     |

## مسابقات فرعية

### ملكة جمال العراق في أمريكا
هي مسابقة سنوية أقيمت في عام 2013 وتقام سنوياً في الولايات المتحدة الأمريكية للجالية العراقية، تنظمها شركة يلا فن للإنتاج الفني ومؤسسها السيد جو راشو.
| السنة       | ملكة جمال العراق في أمريكا |
| 2013        | لافين حما                  |
| 2014 - 2015 | ميليندا توما               |
| 2016        | سارة عيدان                 |

### ملكة جمال كردستان
هي مسابقة سنوية لجمال الفتيات غير المتزوجات. تجري سنوياً منذ عام 2012 في اقليم كردستان العراق.
| السنة | ملكة جمال كردستان    | المحافظة   |
| 2012  | شيني عزيز آكو        | السليمانية |
| 2013  | فينك محمد عبد الكريم | السليمانية |
| 2016  | زالیا سیروان         | اربيل      |
| 2018  | سانا محمود           | حلبجة      |

## روابط أضافية
- الموقع الرسمي
- ملكة جمال العراق  على فيسبوك.